# Ashraf Saber
Pour les articles homonymes, voir Saber.
Ashraf Saber (né le 2 avril 1973 à Rome de père égyptien et de mère italienne) est un athlète italien spécialiste du 400 mètres et du 400 mètres haies.

## Carrière
Sur le plan national, il est champion d'Italie une fois du 400 mètres plat en 2000 et quatre fois du 400 mètres haies en 1995, 1996, 1998 et 2002.

### Palmarès sur le plan international
| Année | Compétition                    | Lieu          | Résultat | Discipline  |
| ----- | ------------------------------ | ------------- | -------- | ----------- |
| 1991  | Championnats d'Europe juniors  | Thessalonique | 2e       | 400 m haies |
| 1992  | Championnats du monde juniors  | Séoul         | 1er      | 400 m haies |
| 1995  | Championnats du monde en salle | Barcelone     | 2e       | 4 x 400 m   |
| 1996  | Championnats d'Europe en salle | Stockholm     | 3e       | 400 m       |
| 1997  | Jeux méditerranéens            | Bari          | 3e       | 4 x 400 m   |
| 1997  | Championnats du monde          | Athènes       | 7e       | 4 x 400 m   |
| 1998  | Championnats d'Europe en salle | Valence       | 2e       | 400 m       |
| 1998  | Championnats d'Europe          | Budapest      | 6e       | 400 m       |
| 1998  | Championnats d'Europe          | Budapest      | 4e       | 4 x 400 m   |

### Records
| Épreuve          | Performance | Lieu     | Date         |
| ---------------- | ----------- | -------- | ------------ |
| 400 mètres       | 45 s 55     | Rovereto | 26 août 1998 |
| 400 mètres haies | 49 s 08     | Rome     | 5 juin 1996  |

| Épreuve    | Performance | Lieu    | Date          |
| ---------- | ----------- | ------- | ------------- |
| 400 mètres | 45 s 99     | Valence | 1er mars 1998 |